# Nemanja Supić
Nemanja Supić (în sârbă Немања Супић; n. 12 ianuarie 1982, Gacko⁠(d), Republika Srpska, Bosnia și Herțegovina) este un portar bosniac care joacă pentru Echipa națională de fotbal a Bosniei și Herțegovinei și pentru echipa de club Steaua Roșie Belgrad.

## Cariera internaționlă
Supić și-a făcut debutul internațional în Echipa națională de fotbal a Bosniei și Herțegovinei împotriva Belgiei în Genk pe 28 martie 2009. De atunci el a fost convocat constant la echipa națională.